# Chwalimierz (województwo dolnośląskie)

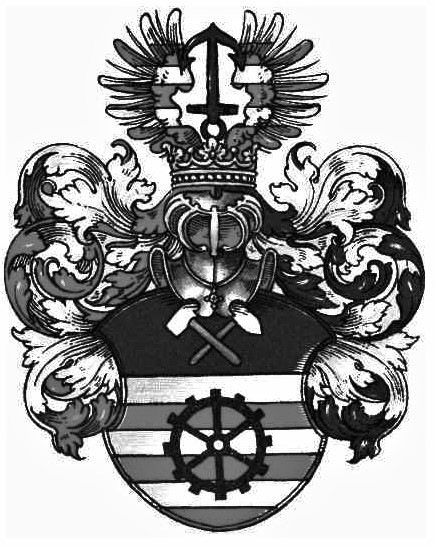
Herb rodziny von Kramsta na bramie wjazdowej oraz na wieży pałacu

Chwalimierz (niem. Frankenthal) – wieś w Polsce położona w województwie dolnośląskim, w powiecie średzkim, w gminie Środa Śląska.

## Podział administracyjny
W latach 1975–1998 miejscowość administracyjnie należała do województwa wrocławskiego.

## Położenie
Miejscowość położona jest w centrum Dolnego Śląska. Wieś leży na Wysoczyźnie Średzkiej. Obok miejscowości przepływa niewielka rzeka Średzka Woda, dopływ Odry.

## Historia
W średniowieczu miejsce uprawy winorośli.

## Infrastruktura
W odległości około 4 km od wsi krzyżują się ważne szlaki komunikacyjne:
- droga krajowa nr 94 Wrocław - Zielona Góra - Szczecin oraz
- droga wojewódzka nr 346 Środa Śląska - Kąty Wrocławskie - Oława[4].

Najbliższe miasto: Środa Śląska (odległość: 3 km).
Najbliższa stacja kolejowa: Środa Śląska (odległość: 7 km).

## Zabytki

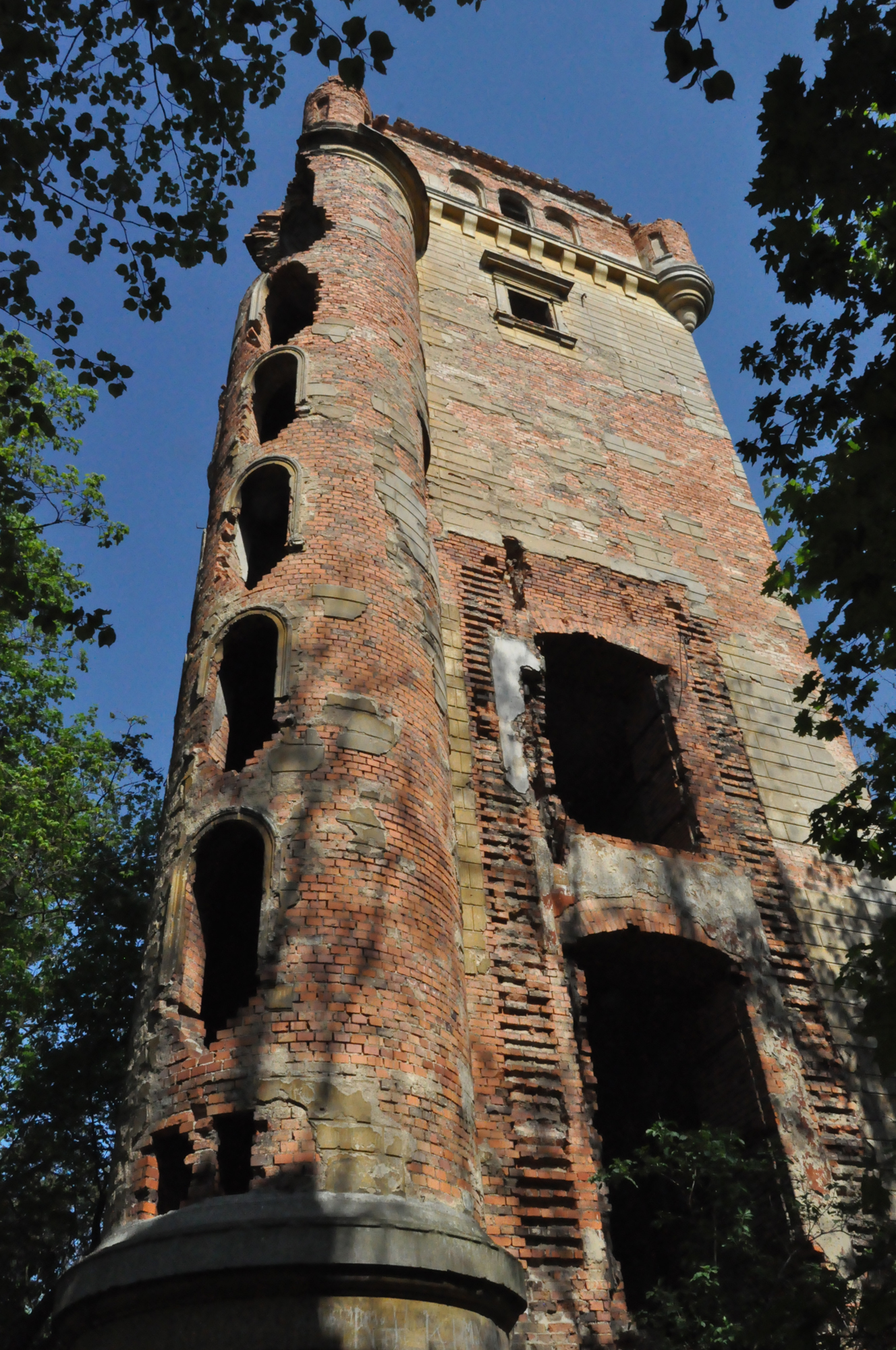
Ruina wieży pałacu

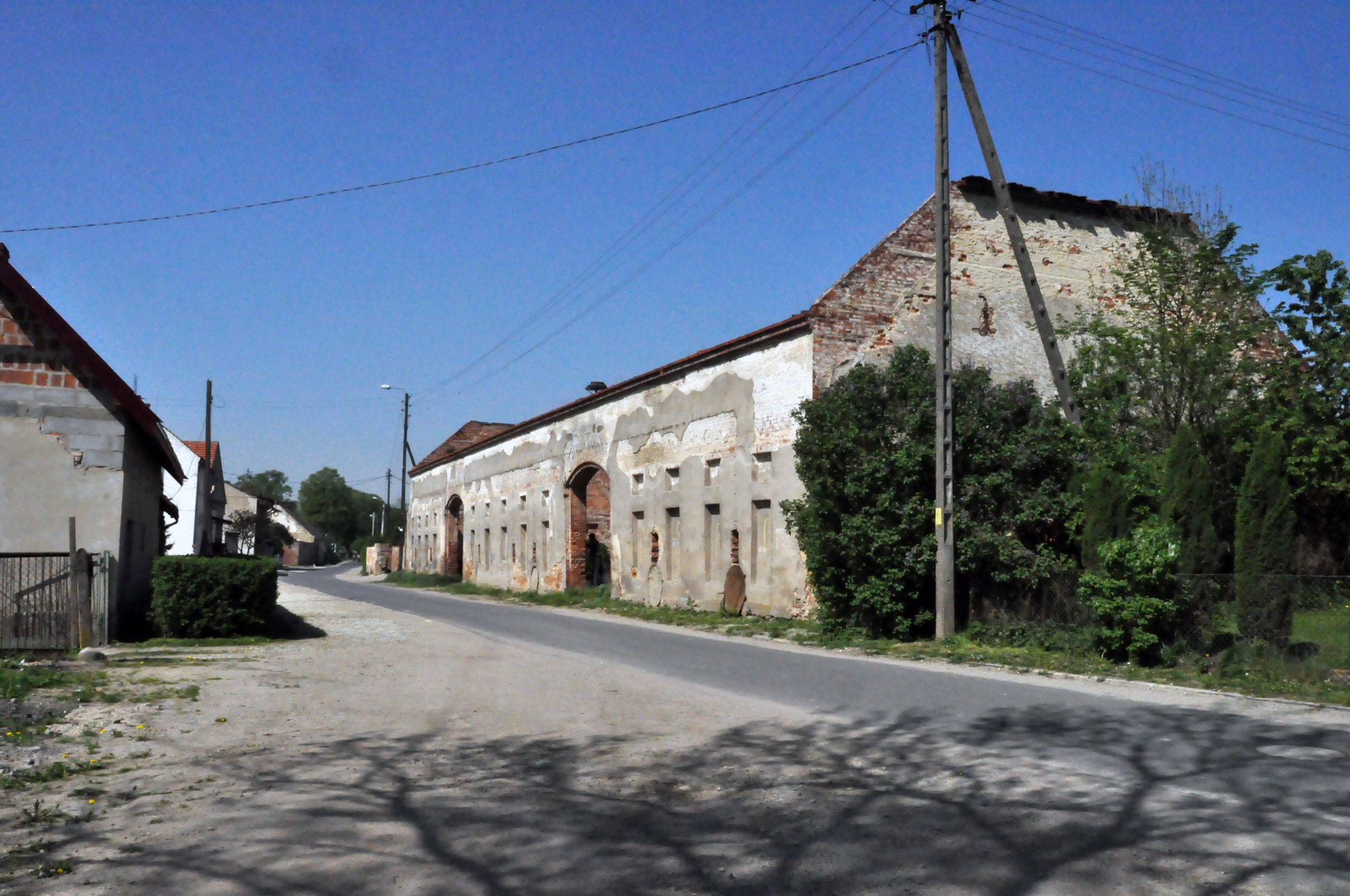
Ulica we wsi

Do wojewódzkiego rejestru zabytków wpisane są:
- zespół pałacowy:
  - pałac w ruinie, Georga von Kramsta, zbudowanego w latach 1884–1885 w stylu neorenesansowym, słynącego dawniej ze swojego przepychu i bogactwa. Pozostałości pałacu znajdują się w głębi parku i obejmują głównie ruinę wieży z  herbem rodziny von Kramsta, taras i gloriettę. Po zakończeniu II wojny światowej pałac zdewastowano. Jeszcze na początku lat 60. XX wieku obiekt stał w niezłym stanie technicznym, jednak później rozebrano budynek
  - stajnia, z drugiej połowy XIX w.
  - park pałacowy przechodzący w las, z drugiej połowy XIX w.
- zespół folwarczny z zabudowaniami mieszkalnymi, gospodarczymi oraz reliktami muru granicznego, bruku i fosy, z przełomu XIX/XX w.:
  - dom zarządcy, z około 1910 r.
  - kuźnia, wybudowana po 1890 r.
  - trzy obory, wybudowane po 1890 r.
  - dwie stodoły, wybudowane po 1890 r.
  - ogród, z drugiej połowy XIX w.
  - spichrz, z przełomu XIX/XX w.
  - stajnia, wybudowana po 1890 r.
  - stodoła, z czwartej ćwierci XIX w.

inne zabytki:
- historyczny układ ruralistyczny wsi
- kaplica mszalna i duszpasterstwo Najświętszego Serca Pana Jezusa, z około 1910 r.
- brama z herbem rodowym  rodziny von Kramsta i zdobionymi wieżyczkami, otwierająca wjazd do parku, z drugiej połowy XIX w.
- mauzoleum rodu von Kramsta, z około 1885 r.
- Szkoła Podstawowa nr 3, naprzeciw bramy, z połowy XX w.
- gorzelnia i dom, z około 1870 r.
- stacja transformatorowa
- cmentarz wiejski, z połowy XIX w.

## Sport
We wsi działa klub sportowy Chwalimierz XXI wiek. Klub zajmuje się popularyzacją aktywności fizycznej oraz propagowaniem i organizowaniem życia sportowego, w tym organizowaniem krajowych zawodów środowiskowych. Drużyna piłki nożnej Błękitni Chwalimierz współzawodniczą od sezonu 2005/2006 w rozgrywkach B-klasy, grupa Wrocław III (wcześniej rywalizowali w A-klasie, grupa Wrocław I). Największym sukcesem zespołu jest osiągnięcie 10. miejsca w rozgrywkach A-klasy, w sezonie 2003/2004